# Krynki-Białokunki
Krynki-Białokunki [ˈkrɨnki bjawɔˈkunki] est un village polonais de la gmina de Grodzisk dans le powiat de Siemiatycze et dans la voïvodie de Podlachie.